# Anjaan

Anjaan est un film d'action tamoul réalisé par N. Lingusamy sorti en 2014.

## Distribution
- Suriya : Raju Bhai/Krishna
- Vidyut Jamwal : Chandru
- Samantha Ruth Prabhu : Jeeva
- Manoj Bajpai : Imran Bhai
- Soori : Raja
- Brahmanandam : Guru Shastri
- Joe Malloori : Karim Bhai
- Murali Sharma : Johnny
- Dalip Tahil : J.K.
- Bikramjeet Kanwarpal : Commissionnaire
- Sanjana Singh : Sindhu
- Chitrangada Singh : elle-même